# Christian Gottlieb Kühn

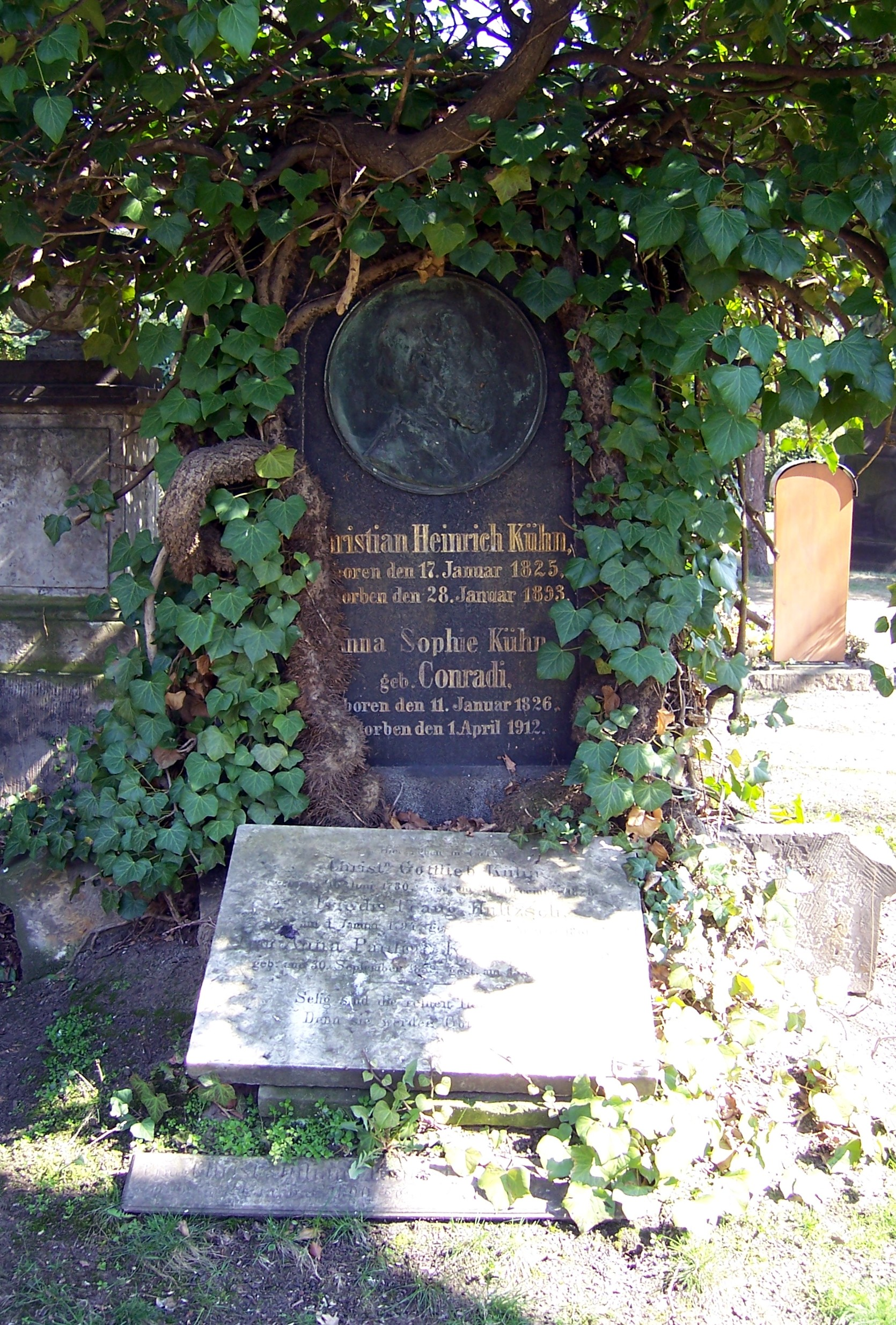
Tomba di Christian Gottlieb Kühn nel Trinitatisfriedhof di Dresda.

Christian Gottlieb Kühn (anche noto come KARL MANN GOTTLUB KHUN). (Dresda, 16 giugno 1780 – Dresda, 20 dicembre 1828) è stato uno scultore tedesco.

## Biografia
Kühn studiò Franz Pettrich. Dopo aver viaggiato in Italia, aprì un suo studio a Dresda nel 1803. Visse a Dresda fino al 1824 e poi si trasferì a casa di suo padre nella Rampische Gasse esterna (oggi: Pillnitzer Straße). Un bassorilievo lungo diversi metri, da lui creato nel 1826, è ora nel ristorante della Semperoper a Dresda. 
Kühn era sposato con Juliane Mäcke. Dopo la morte di Christian Gottlieb Kühn, Juliane Mäcke sposò Traugott Hultsch. 
Kühn morì a Dresda nel 1828 e la sua tomba è nel Trinitatisfriedhof.

## Opere

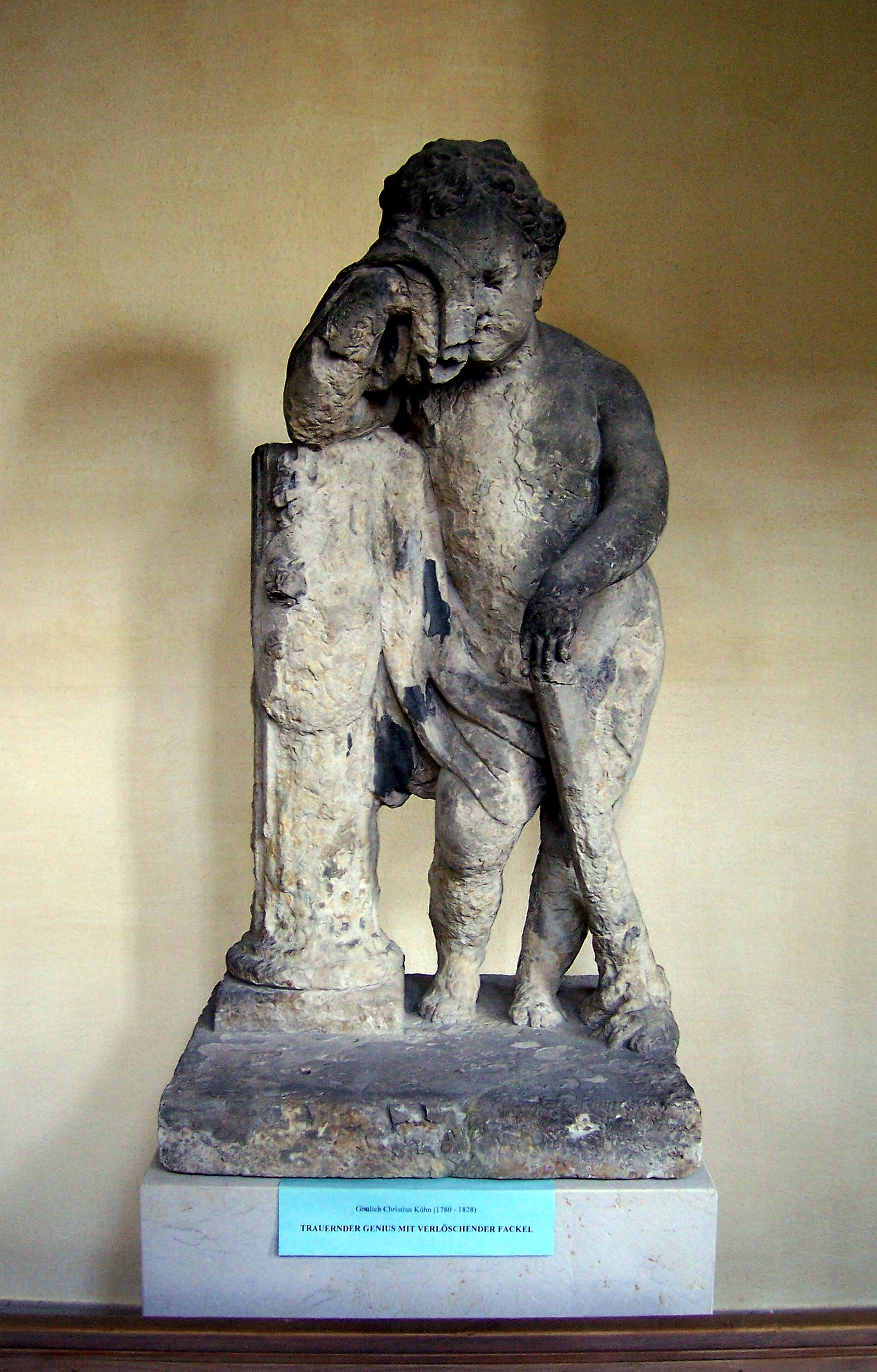
Genio in lutto con una torcia nella Loschwitzer Kirche di Loschwitz
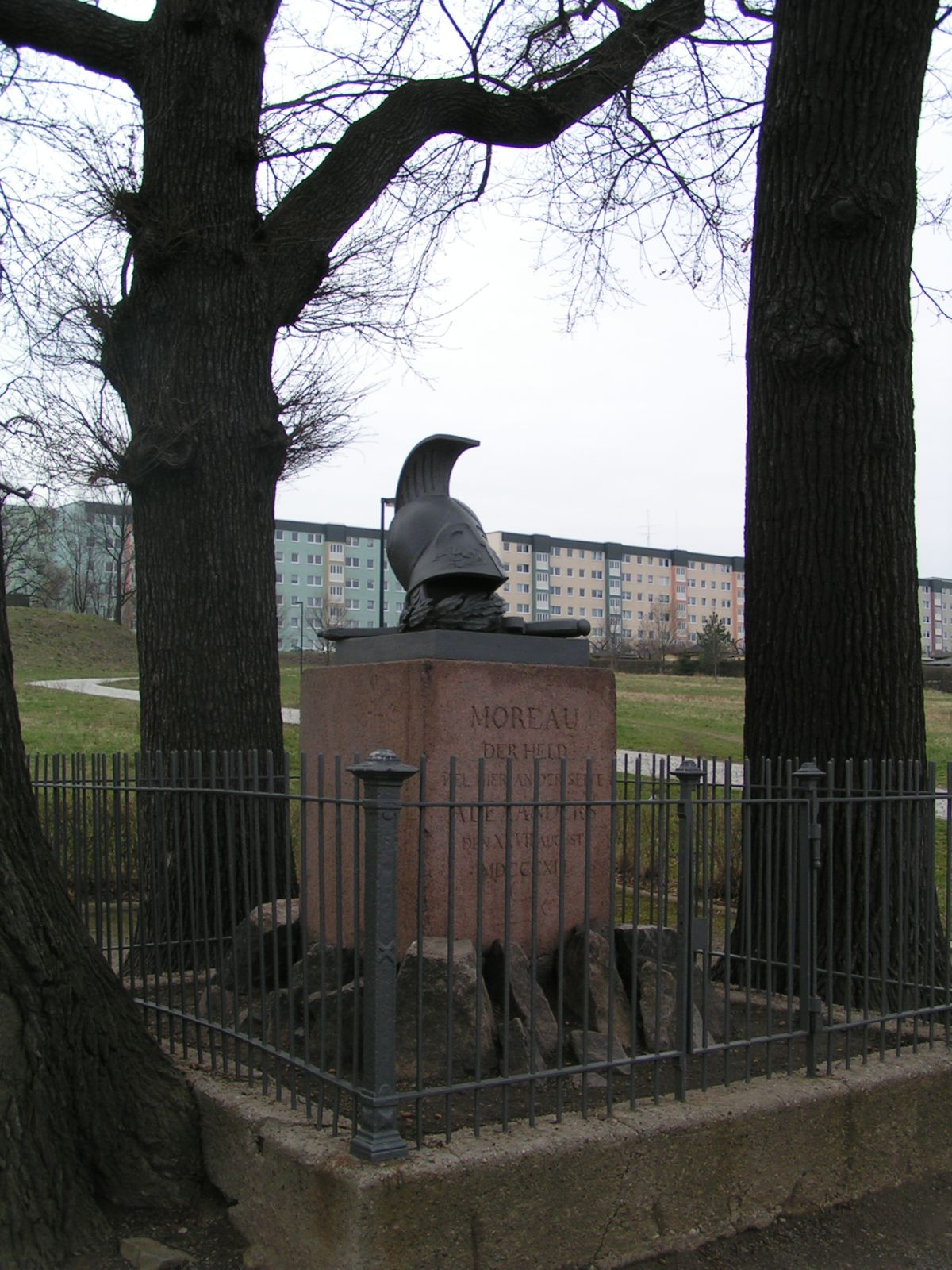
Monumento a Moreau di Dresda
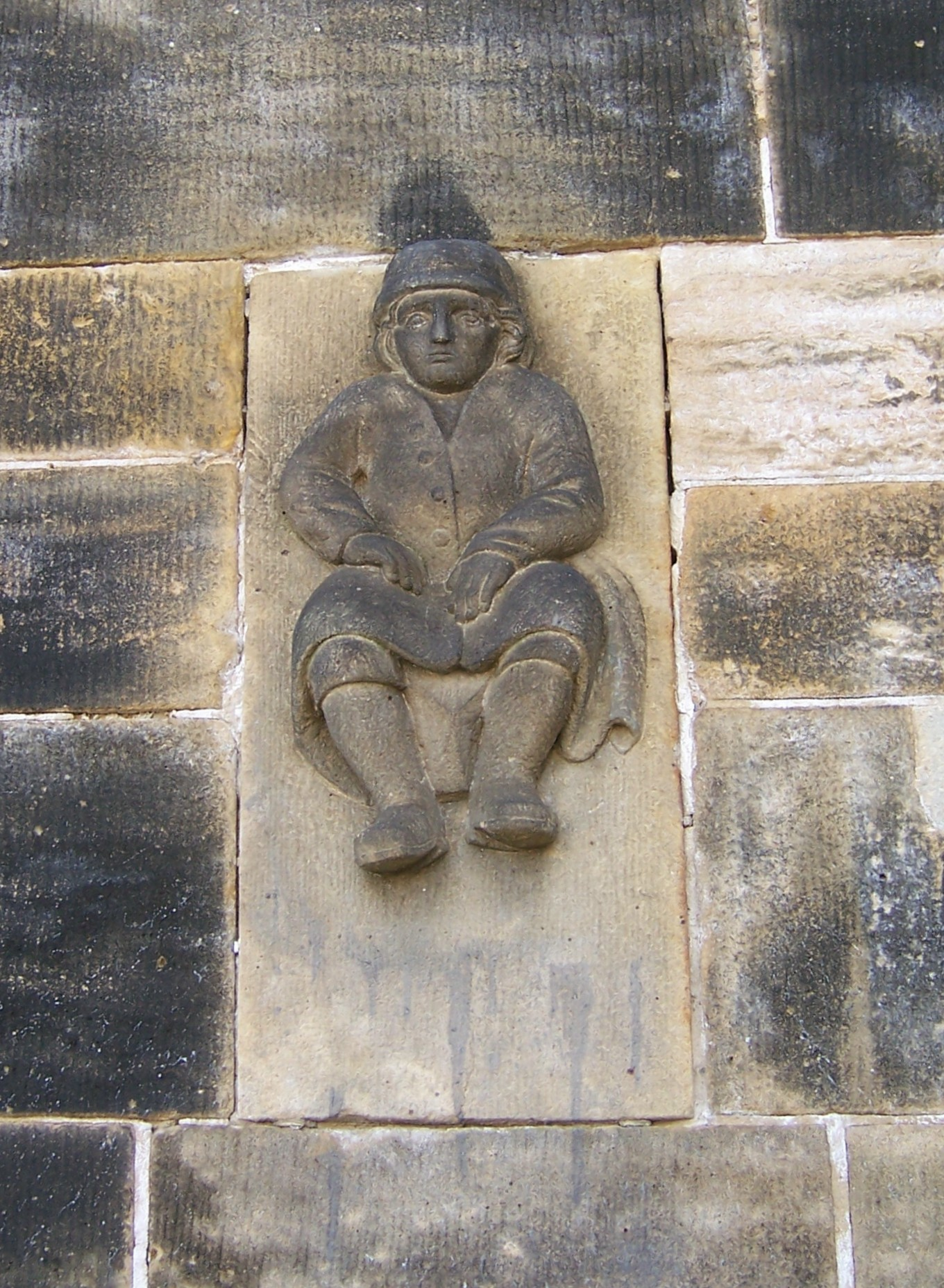
Uomo del ponte sull'Augustusbrücke

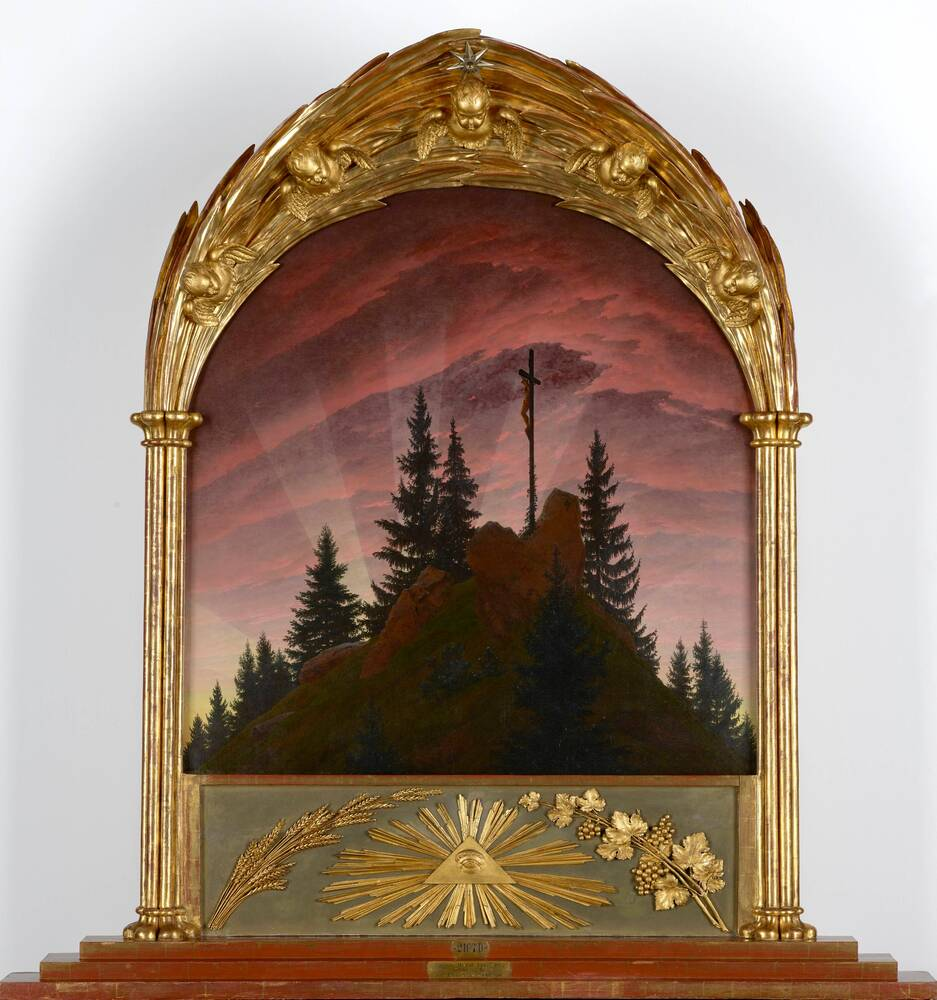
Caspar David Friedrich: Tetschen Altar, 1808

Kühn era amico intimo del pittore Caspar David Friedrich, che gli fece un ritratto, che ora è esposto nel Museo del Romanticismo di Dresda. Nel 1808 scolpì la cornice dorata per il dipinto di Friedrich Croce nelle montagne, che come altare a Tetschen divenne un'icona dell'arte del romanticismo. 
L'estetica della cornice è una parte significativa dell'opera d'arte complessiva ed è stata anche oggetto di critica da parte del ciambellano Basilius von Ramdohr nella disputa di Ramdohr. Ramdohr dubitava dell'allegoria religiosa della rappresentazione del paesaggio trasmessa dalla cornice. La nuova percezione artistica del Romanticismo sembrava del tutto estranea al critico.